# Никифорово
Ники́форово (рос. Никифорово) — присілок у складі Щолковського міського округу Московської області, Росія.

## Населення
Населення — 137 осіб (2010; 178 у 2002).
Національний склад (станом на 2002 рік):
- росіяни — 95 %